# 幻书启世录
《幻書啟世錄》是網易開發的一款奇幻角色扮演遊戲，中國大陸和日本服由網易直接負責營運，台灣服由恩奕互動娛樂代理營運。遊戲於2020年12月17日最先在中國大陸上線，後期登陸台灣和日本地區，2022年2月14日停運。

## 遊戲系統
《幻書啟世錄》採用角色扮演遊戲的遊玩方式，玩家扮演的主人公意外成為管理幻書的阿克夏之館館長，獲得召喚幻書的能力，並利用這種能力在末世中生存和守衛文明的火種「阿克夏之火」。遊戲主線分成多個關卡，每個關卡開始時會有一段劇情演出，之後就會進入戰鬥，玩家需要戰勝對手才能開啟下一個關卡。戰鬥模式為回合制，每輪戰鬥玩家可以派出六名角色出戰，四名負責戰鬥，兩名負責支援，每次操作角色消耗行動點，遊戲加入走位機制，戰鬥過程中角色可以移動站位。玩家完成關卡和任務可以獲得道具和升級素材，角色則以抽卡的方式獲得，可以通過升級和裝備強化。

## 開發及發行
2019年5月21日，網易在互動文化娛樂產品發表會上首次披露《幻書啟世錄》專案的內容。專案由Kuma擔任製作人，製作組成員大多是愛書之人，Kuma在成員互相推薦讀物時產生將書籍擬人化的想法，確定了遊戲的開發方向。製作組以書籍擬人化的方式設計遊戲中的角色，遊戲策劃和劇情負責人閱讀不同的名著，從中吸取靈感設計出對應的角色，非中文且沒有中譯本的作品，他們會尋找對應的英譯本或日譯本作參考。遊戲音樂由横山克負責，由於取材的書籍來自不同地方，配樂也需要表現出多元文化，横山克為此走訪各地錄製音樂，如場景音樂就前往保加利亞和當地交響樂團合作演奏。角色配音方面，製作組採用中日雙語模式。
遊戲在2019年10月展開首輪iOS封閉測試。2020年9月1日，遊戲行動端獲得國家新聞出版署批出的遊戲版號。同年12月17日，中國大陸服正式上線。2021年1月21日，網易宣佈遊戲預計在2021上半年推出日本服，台灣服則在2021年4月27日展開封閉測試，最終日本服和台灣服於同年7月29日上線。遊戲最後一輪更新是2021年10月21日，同年12月8日網易宣佈遊戲將於2022年2月14日停運。

## 評價及反響

### 評價
| 媒体    | 得分   |
| ------- | ------ |
| 17173网 | 8.1/10 |
| Appget  | [ 4 ]  |

《幻書啟世錄》作為網易的作品加上特別的書籍擬人題材，獲得一些遊戲媒體的關注。手游那点事、游戏葡萄、游戏大观、Appget、游侠网、Gamer評論員都認為遊戲的書籍擬人題材十分特別，手遊那點事評論員shadow指出遊戲能藉助擬人化的名著本書的影響力破圈，各地名著也能為遊戲後續開發提供大量靈感。編輯安德鲁在遊戲葡萄摘文表示「书籍的拟人设计是一种少见的方式，此前几乎没有厂商涉足这个题材」。
角色設計採用復古厚塗美術風格獲得評論員正面的評價，shadow稱讚角色建模「不仅足够精细，和立绘也有较高的统一度」。遊戲大觀編輯也表示角色「颇具幻想风的设计，成功将原著与现代设计结合，并利用精致生动的3D建模将东方的神秘与西方的华丽展现得淋漓尽致」。遊俠網評論員指出每個角色的演出也「非常华丽」，沒有纸娃娃的感覺。
評論員也稱讚戰鬥系統自由度高，Gamer評論員田中一廣大讚遊戲戰鬥系統單獨拿出來，也能成為給一部優秀的作品。17173網評論員則提到遊戲豐富的戰場變量，增加了遊戲的可玩性。17173網正惊游戏欄目評論員則批評玩法上的改進「看似创新，但游戏性却并没有本质上的提升」。

### 商業表現
2019年11月展開第三輪測試時，遊戲全網預約玩家數量超過200萬。遊戲中國大陸服線上初期線曾登上App Store免費榜第一名和暢銷榜第七名，之後不斷下降，最低見暢銷榜700名之外。日本服上線首日登上App Store免費榜第二名。遊戲停運前一個月營收僅200萬人民幣。

## 外部連結
- 官方网站（简体中文）